# 克拉克·阿裨尔
克拉克·阿裨尔（Clarke Abel，1780年9月5日—1826年11月24日），英国外科医生与博物学家。
阿裨尔1816年至1817年间作为使团医师与博物学家跟随阿美士德勋爵前往中国。在中国期间，他收集了后来以他名字命名的植物糯米条（Abelia chinensis）的样品及种子。然而，由于遭遇海难以及被海盗攻击，阿裨尔在回到英国途中丢失了他的所有样品。不过幸运的是，他将其中一些样品留给了他的一位熟人，而这位熟人最后将其带了回来。
他归国后还写了《1816和1817年在中国内地旅行与往返航行记事》（Narrative of a Journey in the Interior of China, and of a Voyage to and from that Country in the Years 1816 and 1817）一书并于1818年出版。1819年他当选为皇家学会院士。
他还是第一位记述在苏门答腊岛上有猩猩出没的西方科学家。
当阿美士德勋爵后来出任印度总督后，他作为外科医师总管（surgeon-in-chief）跟随其前往印度。1826年11月24日，他在印度坎普尔逝世，享年37岁。